# Všestary
Všestary (deutsch Schestar, früher Wschestar) ist eine Gemeinde in Tschechien. Sie liegt acht Kilometer nordwestlich des Stadtzentrums von Hradec Králové und gehört zum Okres Hradec Králové.

## Geographie
Všestary befindet sich auf der Ostböhmischen Tafel. Nördlich erhebt sich der Hügel Chlum (337 m).
Nachbarorte sind Rozběřice im Norden, Neděliště im Nordosten, Světí im Osten, Plotiště nad Labem im Südosten, Bříza und Rosnice im Süden, Dolní Přím und Probluz im Südwesten, Střezetice im Westen sowie Dlouhé Dvory und Lípa im Nordwesten.

## Geschichte
Die erste urkundliche Erwähnung des Dorfes erfolgte im Jahre 1360 als Besitz des Königingrätzer Bürgers Zdislav. Später erwarben die Dubánský von Dubany die Güter. Sie verkauften einen Teil des Besitzes zu Beginn des 15. Jahrhunderts an Matějík und Jakub Saksch. 1419 veräußerte Wilhelm Dubánský seinen restlichen Anteil an Jiří von Hradec Králové. Zu Beginn des 16. Jahrhunderts gehörte das Dorf der Stadt Königingrätz, die den Hof an Alexander Absolon von Dobříkov und dessen Bruder verkaufte. Dieser vermachte 1506 die Güter der Stadt testamentarisch. Einen der Höfe verkaufte der Rat an den Bürger Jan Puška. Wegen Beteiligung am antihabsburgischen Ständeaufstand wurden die Güter der Stadt 1547 durch den böhmischen und römisch-deutschen König Ferdinand I. konfisziert und einer der Höfe in Schestar an Johann von Pernstein verkauft. Dieser verstarb im Jahr darauf und seine drei Söhne Jaroslav, Vratislav und Vojtěch  veräußerten ihre Güter an Zdeňek Záruba von Hustířan auf Cerekvice. Die anderen Güter gab der König 1549 an die Pfarre und das Spital von Königingrätz zurück. Im Jahr darauf kaufte die Stadt sämtliche Güter von Ferdinand I. zurück. Nach der Schlacht am Weißen Berg wurden die Güter von Königingrätz erneut konfisziert, 1628 erhielt die Stadt sie zurück.
Nach der Aufhebung der Patrimonialherrschaften bildete Všestary ab 1850 eine Gemeinde im Bezirk Königgrätz. Am 3. Juli 1866 trafen während des Deutschen Krieges auf dem Chlum die verfeindeten preußischen und österreichischen Truppen aufeinander. Die blutige Schlacht ist als Schlacht bei Königgrätz in die Geschichte eingegangen. 1949 wurde die Gemeinde dem Okres Hradec Králové-okolí zugeordnet und kam nach dessen Auflösung am 1. Januar 1961 zum Okres Hradec Králové. Zugleich wurden Bříza und Rosnice (mit Bor 2. díl) eingemeindet. 1985 kam Rozběřice als Ortsteil hinzu. Zum 1. Januar 1989 erfolgte die Eingemeindung von Chlum und Lípa, die bis dahin zur Gemeinde Číštěves gehört hatten.

## Gemeindegliederung
Die Gemeinde Všestary besteht aus den Ortsteilen Bříza (Birk), Chlum, Lípa (Leipa), Rosnice (Rosnitz), Rozběřice (Rosberschitz) und Všestary (Schestar) sowie der Ansiedlung Bor 2. díl (Bor 2. Anteil).

## Sehenswürdigkeiten

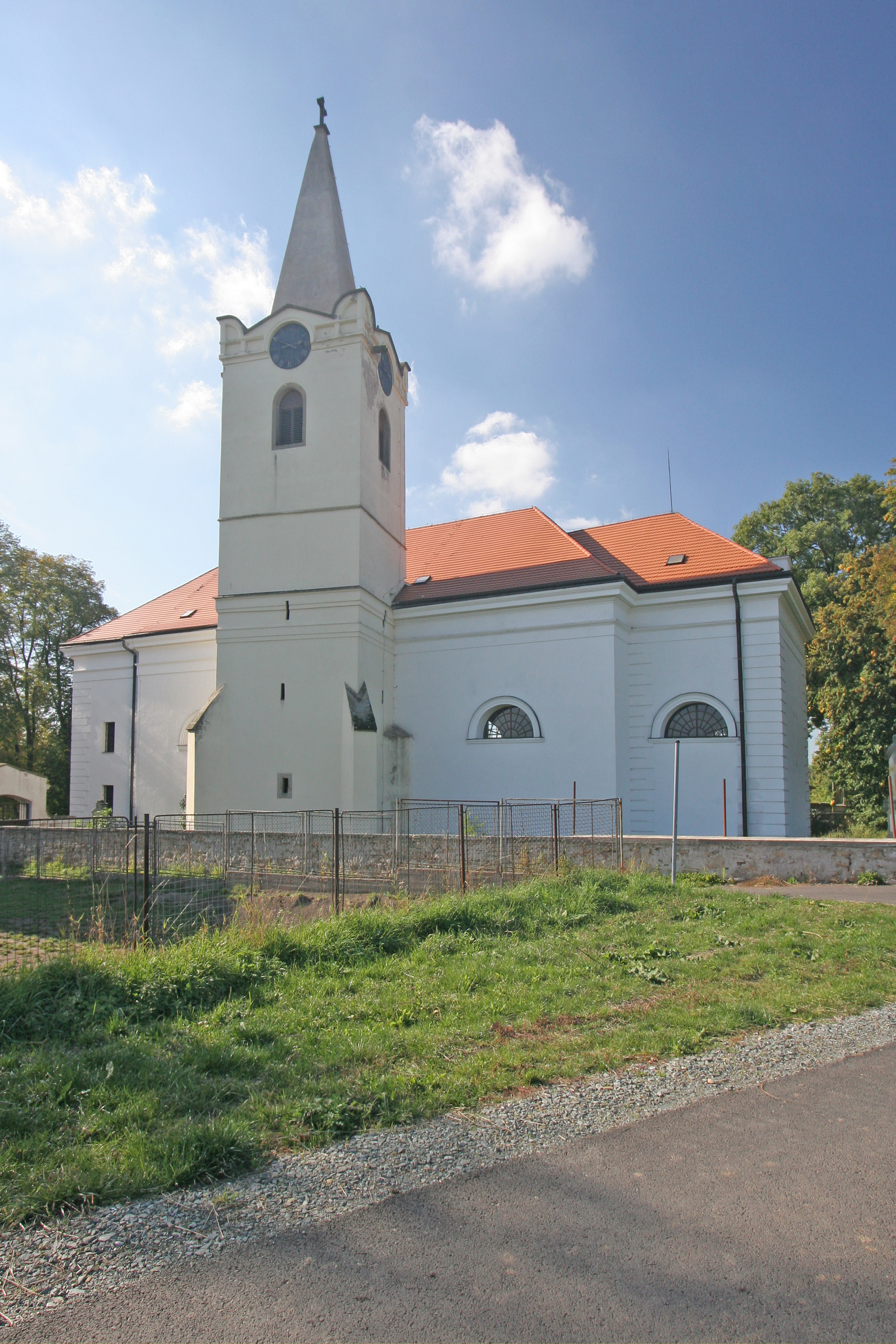
Kirche der hl. Dreifaltigkeit

- Kirche Wandelung des Herrn in Chlum
- Kirche der hl. Dreifaltigkeit in Všestary
- Denkmäler der Schlacht auf dem Chlum von 1866, nördlich bei Chlum und Lípa
- Aussichtsturm auf dem Chlum, errichtet 1899